# Langues ob-ougriennes
Les langues ob-ougriennes sont un groupe de deux langues, le mansi (vogoul) et le khanty (ostiak), parlées en Russie, entre l'Ob, l'Irtych et l'Oural. Ce sont les langues vivantes les plus étroitement apparentées au hongrois, avec lequel elles forment la branche ougrienne des langues ouraliennes.
Comme le hongrois s'est séparé de ces deux langues il y a longtemps, les différences de syntaxe, de vocabulaire et de phonétique sont considérables et ne permettent pas à un locuteur hongrois de comprendre le khanty ou le mansi. Le mansi et le khanty sont eux-mêmes proches l'un de l'autre, pas assez cependant pour permettre une intercompréhension.
Les langues ob-ougriennes ont été influencées par les langues turques, particulièrement le tatar. Jusqu'aux années 1930, il n'y avait ni orthographe, ni littérature. Depuis 1937, l'alphabet cyrillique est utilisé avec des modifications légères, mais il n'y a eu que très peu de publications. Ni le khanty ni le mansi ne sont langues officielles. Le mansi a environ 3 800 locuteurs et le khanty 14 380, tous vivant en Russie.